# Bionicle 3 – Nät av skuggor
Bionicle 3 – Nät av skuggor är en amerikansk barnfilm från 2005. Den utspelar sig innan slutet i Bionicle 2 – Legenderna från Metru Nui.

## Handling
Toa Metru ska ta alla sovande Matoraner från Metru Nui innan de ska till sitt nya hem, men de blir attackerade av varelser som kallas Visorak. När Toa Metru blir fast i kokonger förvandlas de till Toa Hordika och måste hitta Keetongu för att bli sig själva igen. Men Vakama håller på att bli ond när han möter Visoraks ondskefulla drottning Roodaka, under resans gång. Därför måste de andra toaerna, komma på en plan för att försöka rädda honom. Ifrån Roodakas manipuleringar. Men även sig själva samtidigt.

## Röstskådespelare
- Turaga Vakama (berättare) - Christopher Gaze
- Vakama - Alessandro Juliani
- Nokama - Tabitha St. Germain
- Matau - Brian Drummond
- Onewa - Brian Drummond
- Whenua - Paul Dobson
- Nuju - Trevor Devall
- Drottning Roodaka - Kathleen Barr
- Kung Sidorak - Paul Dobson
- Norik - French Tickner
- Gaaki - Kathleen Barr
- Bomonga - Scott McNeil
- Iruini - Trevor Devall
- Keetongu - Scott McNeil

## Svenska röstskådespelare
- Turaga Vakama (berättare) - Peter Sjöquist
- Vakama - Leo Hallerstam
- Nokama - Sharon Dyall
- Matau - Fredrik Lycke
- Onewa - Adam Fietz
- Whenua - Joakim Jennefors
- Nuju - Kristian Ståhlgren
- Drottning Roodaka - Annica Smedius
- Kung Sidorak - Torsten Wahlund
- Norik - Claes Ljungmark
- Gaaki - Charlotte Ardai Jennefors